# Calliopum quadrisetosum
Calliopum quadrisetosum är en tvåvingeart som först beskrevs av Thomson 1869.  Calliopum quadrisetosum ingår i släktet Calliopum och familjen lövflugor. Inga underarter finns listade i Catalogue of Life.